# Вимислово (Гнезненський повіт)
Вимислово (пол. Wymysłowo) — село в Польщі, у гміні Тшемешно Гнезненського повіту Великопольського воєводства.
Населення — 364 особи (2011).
У 1975-1998 роках село належало до Бидгощського воєводства.

## Демографія
Демографічна структура станом на 31 березня 2011 року:
|          | Загалом | Допрацездатний вік | Працездатний вік | Постпрацездатний вік |
| -------- | ------- | ------------------ | ---------------- | -------------------- |
| Чоловіки | 186     | 40                 | 122              | 24                   |
| Жінки    | 178     | 31                 | 115              | 32                   |
| Разом    | 364     | 71                 | 237              | 56                   |